# Fortezza Vecchia di Villasimius
Die Fortezza Vecchia di Villasimius (‚Alte Festung von Villasimius‘) ist eine kleine Festung aus dem 14. Jahrhundert an der Südküste der italienischen Insel Sardinien. Ihr heutiges Erscheinungsbild erhielt die Festung durch Um- und Anbauten im 16. Jahrhundert, als sie Sardinien vor Piratenangriffen aus den Barbareskenstaaten schützen sollte. Die Fortezza Vecchia befindet sich im Gemeindegebiet von Villasimius in der Metropolitanstadt Cagliari.

## Lage
Die Fortezza Vecchia steht auf einem Vorgebirge oberhalb des nach ihr benannten Strandes Spiaggia della Fortezza an der Westküste der Halbinsel Capo Carbonara (‚Kap Carbonara‘, sardisch Crabonaxa) am östlichen Ende des Golfs von Cagliari. Sie liegt auf Höhe des 700 Meter entfernten Brackwasserteichs Stagno Notteri an der Ostküste der Halbinsel. Etwa 200 Meter nordöstlich der Fortezza Vecchia befindet sich der Hafen Marina di Villasimius mit der sich anschließenden Siedlung Notteri. Eine weitere Siedlung, Cala Caterina, beginnt ungefähr 700 Meter südlich der Festung. Das Zentrum des Gemeindesitzes von Villasimius liegt 3,2 Kilometer nordöstlich.

## Geschichte und Beschreibung
Der Vorgängerbau der Fortezza Vecchia gehörte im 14. Jahrhundert der aus Kastilien stammenden Familie Carroz. Die Familie hatte sich bei der Eroberung Sardiniens 1323/24 für die Krone von Aragonien verdient gemacht, weshalb ihr die Burg als Lehen übergeben wurde. Zu dieser Zeit hieß Villasimius noch Carbonara, daher der Name der Halbinsel mit dem Kap südlich des Ortes.

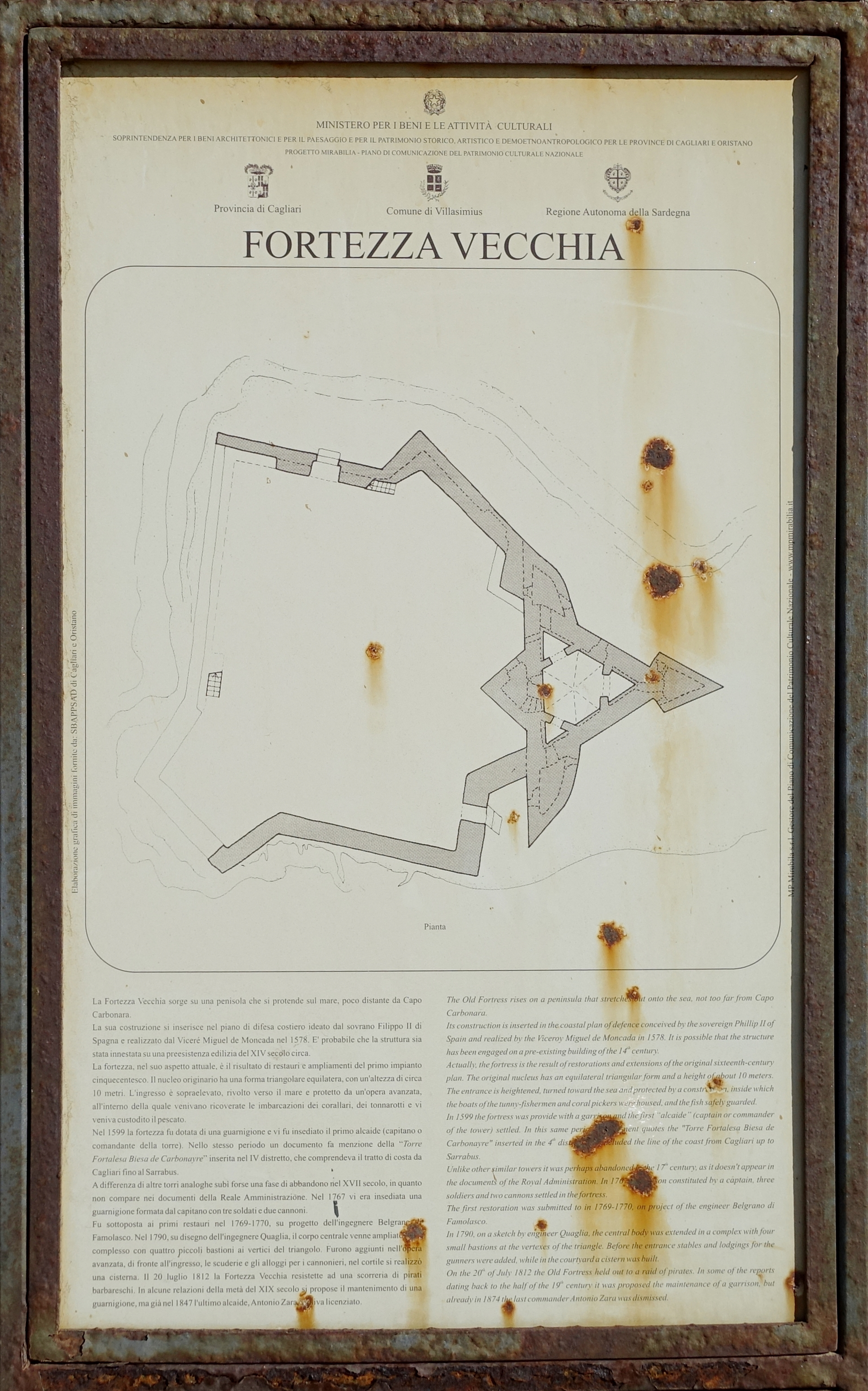
Informationstafel

Im 16. Jahrhundert erfolgten verstärkt Überfälle von aus den Barbareskenstaaten Nordafrikas stammenden Piraten an Sardiniens Küsten. Das Königreich Sardinien bildete zu diesem Zeitpunkt ein von einem Vizekönig verwaltetes Nebenland der Spanischen Krone unter Philipp II. Nach dem Tunisfeldzug von dessen Vater Karl I. (1535) und der gescheiterten Flottenexpedition nach Algier (1541) entschied man sich, die Küsten der Insel gegen die ständigen Piratenangriffe von See zu sichern, vornehmlich durch Wart- und Wehrtürme.

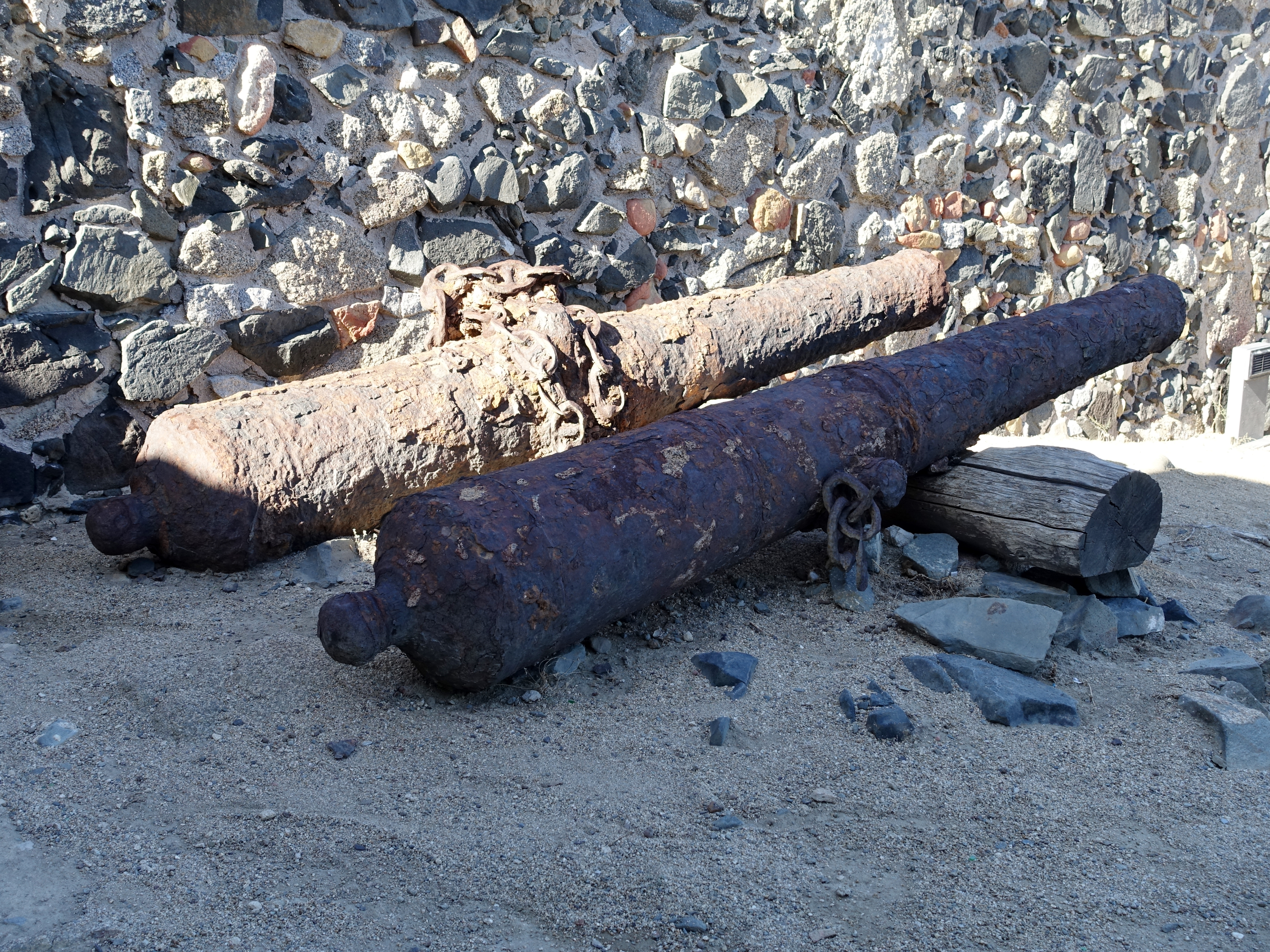
Kanonen der Fortezza Vecchia

Der Umbau der Festung begann in der Zeit des Vizekönigs Miguel de Moncada ab 1578. Auf dem Grundriss eines gleichseitigen Dreiecks mit einer Seitenlänge von etwa 11 Metern wurden 10 Meter hohe und 1,20 Meter starke Mauern errichtet. Ab 1590/91 war in der Fortalesa Biesa de Carbonayre eine Garnison stationiert, nach einem Dokument von 1599 war sie Teil der IV. Division von Villanova (Stadtteil von Cagliari) bis Sarrabus. In der Zeit der Herrschaft des Hauses Savoyen über Sardinien bestand die Garnison 1767 aus einem Kommandanten (Alcaide) und drei Soldaten, die über zwei Kanonen verfügten.
Von 1769 bis 1770 wurde die Fortezza Vecchia durch den Ingenieur Belgrano da Famolasco restauriert und 1790 durch den Ingenieur Quaglia um einige kleine Bastionen ergänzt, um beim Schießen mit Gewehren tote Winkel zu beseitigen. Nach weiteren Restaurierungsarbeiten 1803 konnte die Garnison am 20. Juli 1812 einen Angriff aus den Barbareskenstaaten abwehren. Die Piraten hatten zuvor die Türme der Inseln Serpentara nordöstlich und Cavoli südlich des Capo Carbonara eingenommen. Die Festung blieb bis 1847 in Betrieb, als der letzte Alcaide Antonio Zara entlassen wurde. Danach verfiel die Fortezza Vecchia bis zu ihrer Restaurierung 1968 bis 1973 durch die Soprintendenza ai BAAAS di Cagliari. Im Jahr 1987 wurden weitere Arbeiten im Außenbereich durchgeführt. Heute kann das Innere, in dem alte Bilder, Grafiken, Karten, Schriftstücke und Erlasse ausgestellt sind, gegen ein Entgelt von drei Euro (2017) besichtigt werden.

Ansichten der Festung
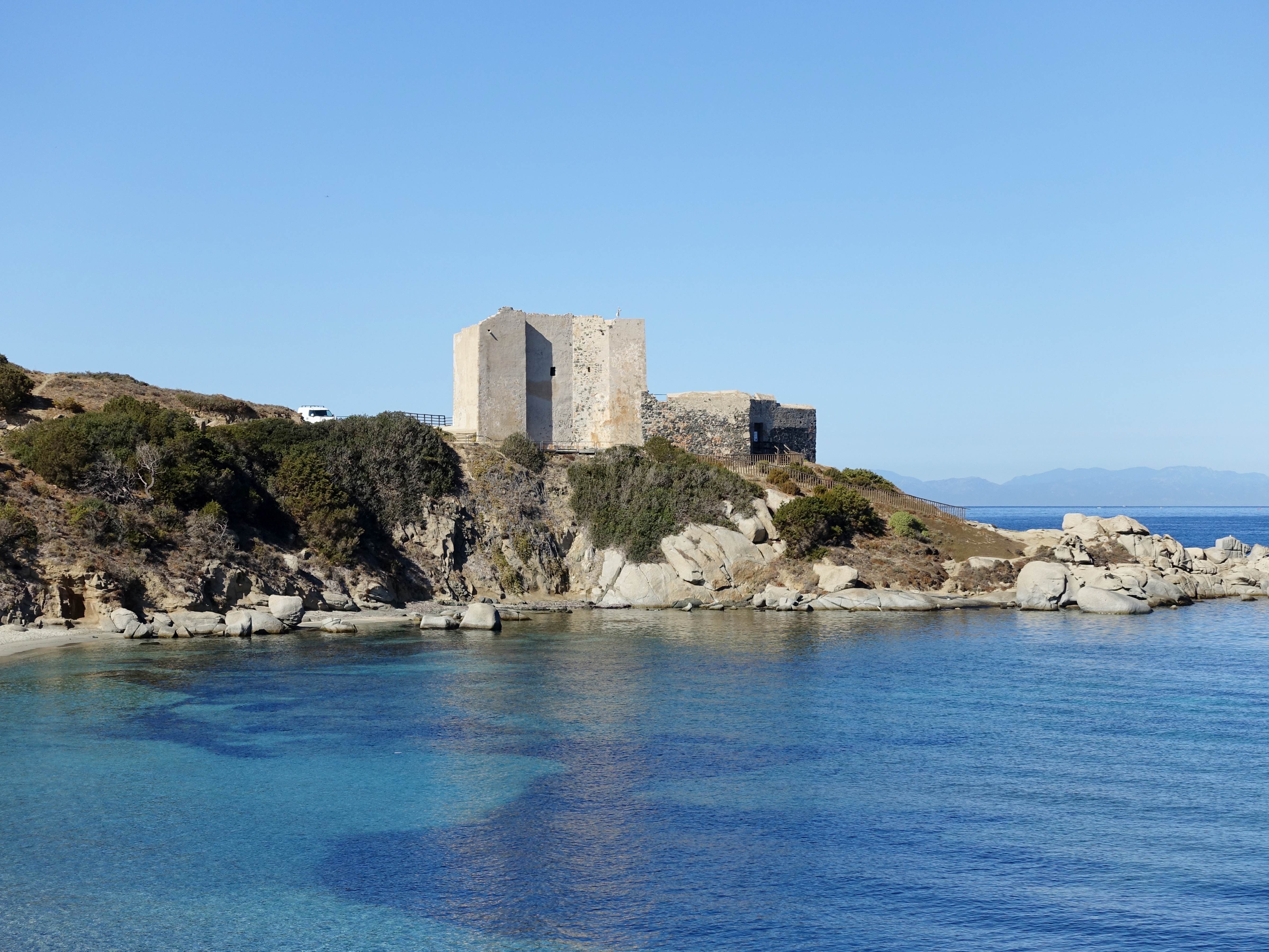
Standort am Kap
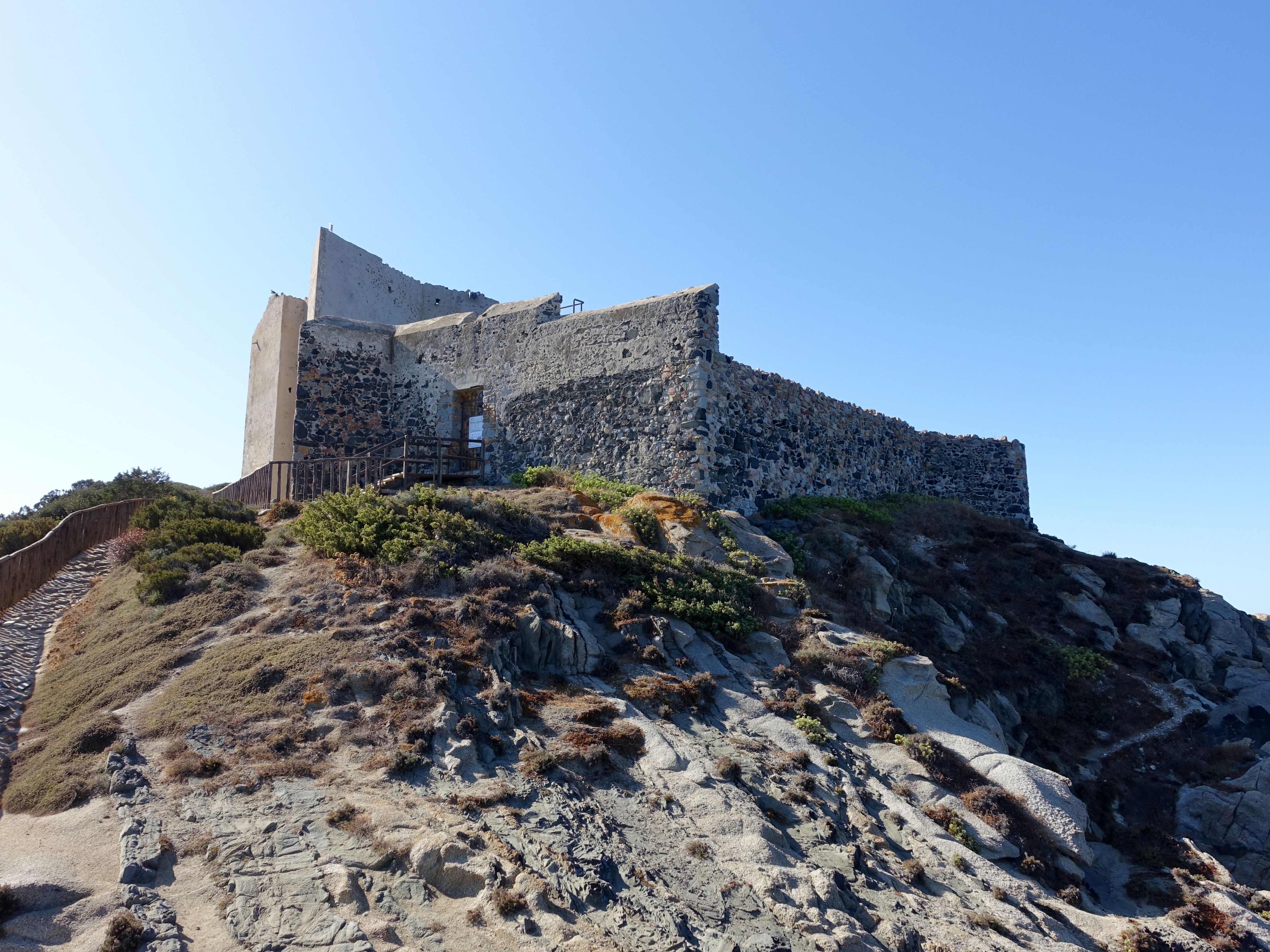
Nordseite
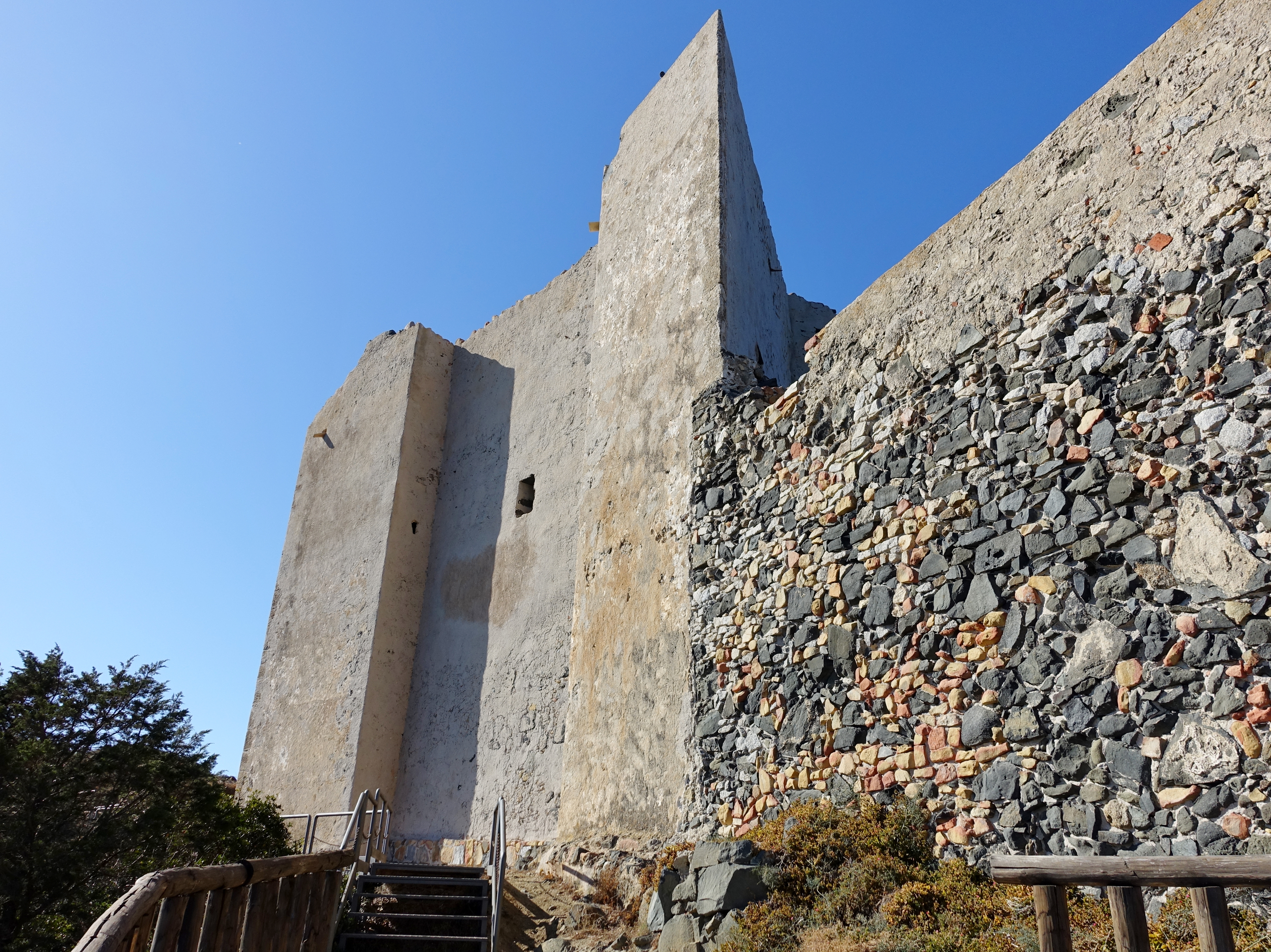
Südostseite
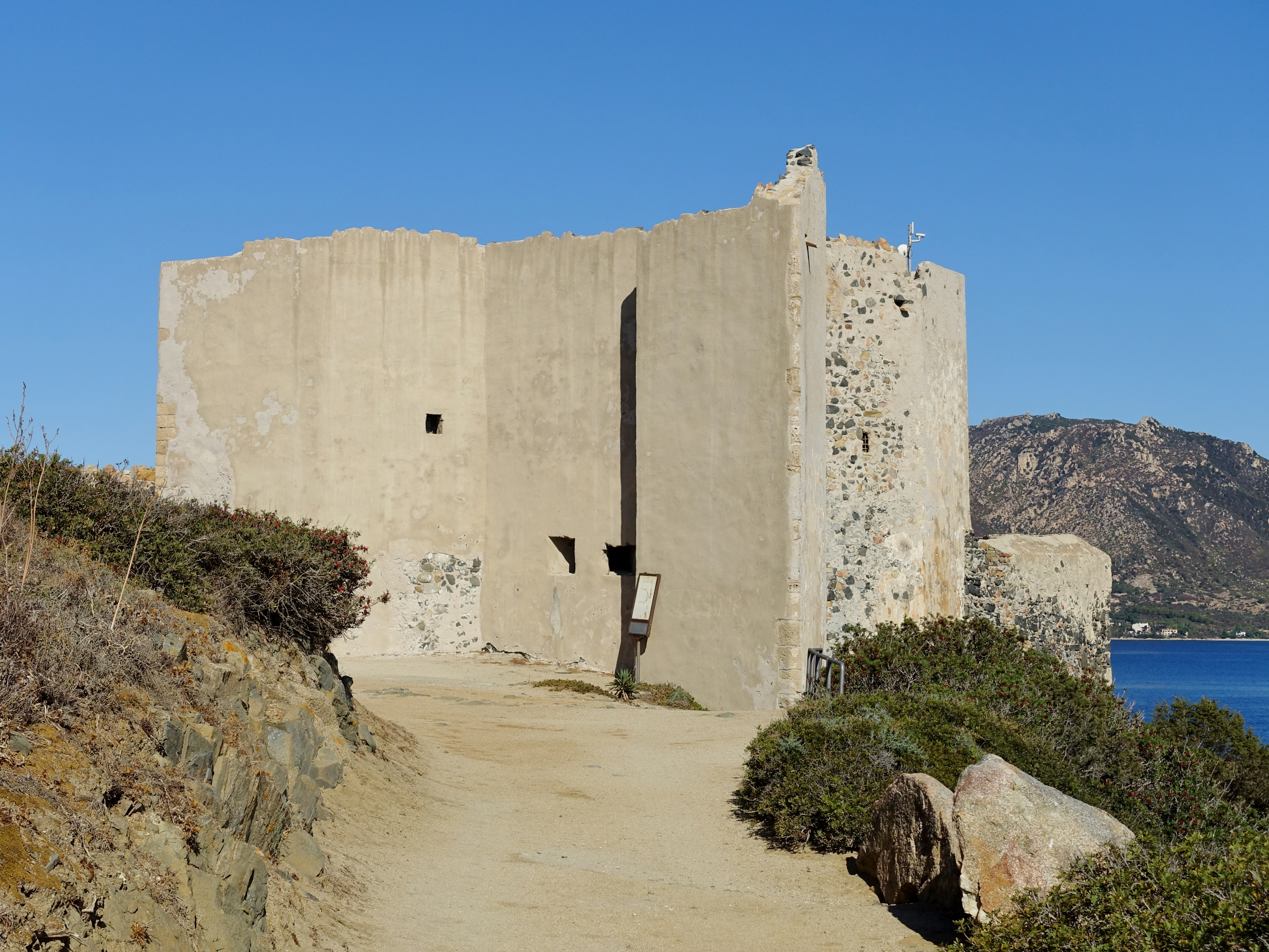
Südseite